# 신갈천
신갈천(新葛川)은 경기도 용인시 기흥구 동백동에 있는 석성산에서 발원하여 용인시의 신갈저수지에서 화성시 영천동에서 합류하는 하천이다. 상류에는 용인시 기흥구에서 시작되는 신갈천과 소하천 등이 있다.

## 발원지
경기도 남부 용인시 기흥구 동백동에 있는 석성산으로 알려져 있다.

## 전해지는 기록
경기도 용인시의 동북쪽에 있는 법화산 북쪽 모현읍 오산리에서 발원하는 오산천(吳山川)과 이름이 비슷하지만 용인시 기흥구 동백동에 있는 석성산에서 발원하였다.

## 경유지
석성산(발원지) - 동백근린호수공원 - 에버라인과 병행 - 어정삼거리 근방(지곡동에서 흘러나온 상하천과 합류, 지방하천 구간 시작) - 국도 제42호선과 병행 - 수원 나들목 근처 - 청명 나들목 근처(지방도 제311호선, 지곡천 합류) - 신갈저수지(기흥호수공원) - 기흥 나들목 서쪽(고매천 합류)

## 같이 보기
- 황구지천
- 안성천
- 상하천